# Иларий (Шишковский)

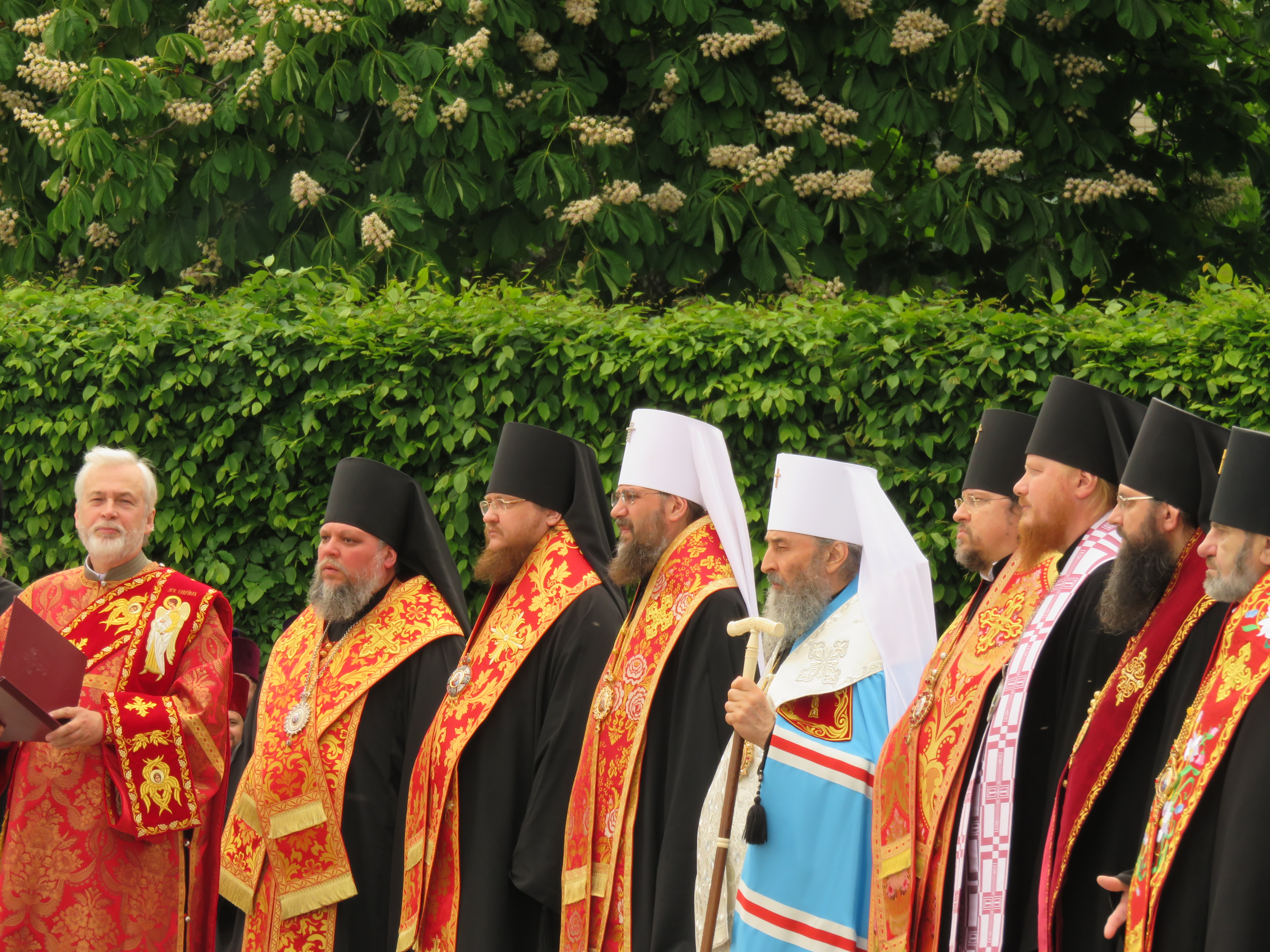
Соборное богослужение епископата УПЦ

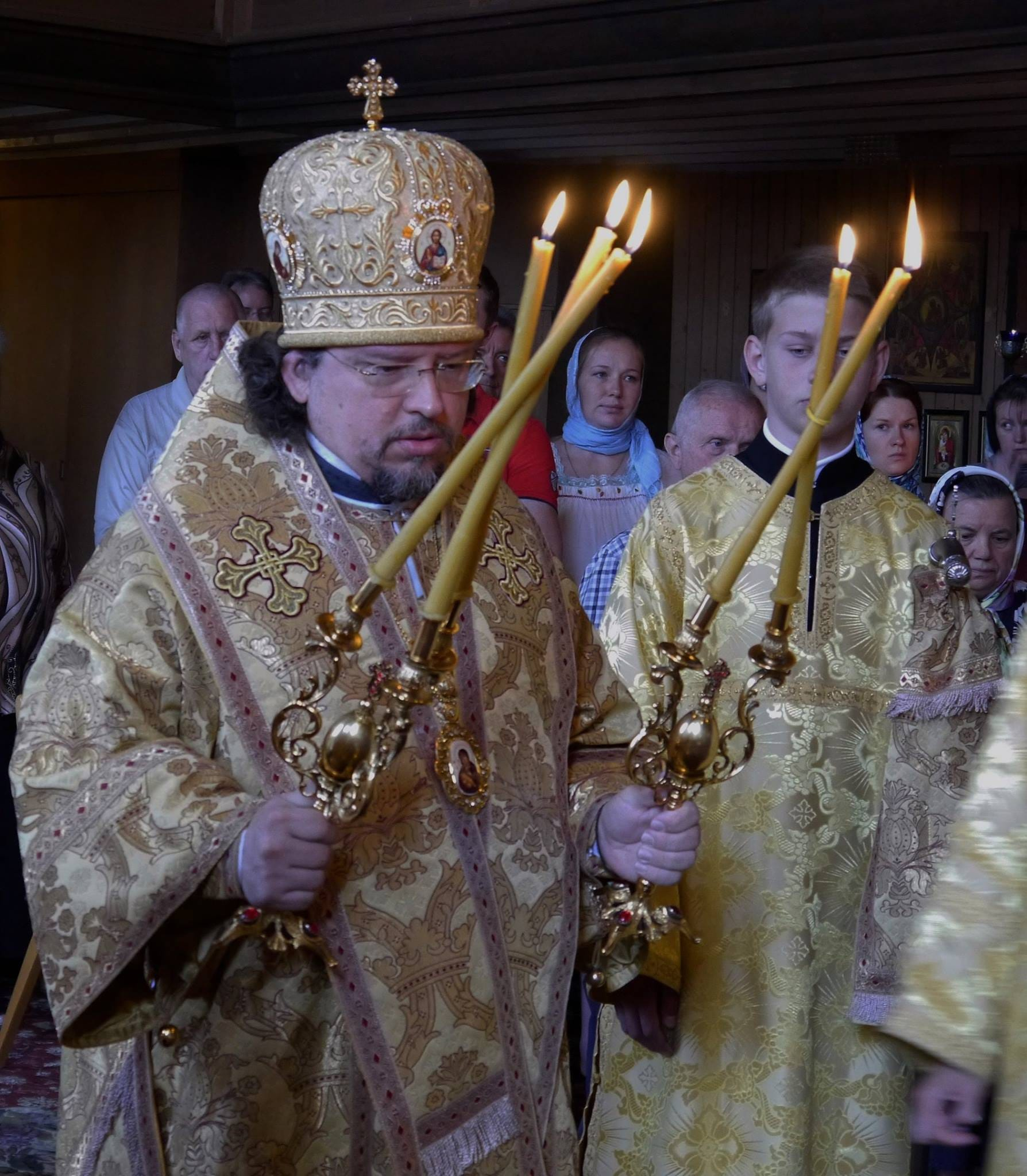
Архиепископ Иларий во время совершения Божественной Литургии в г. Штутгарт

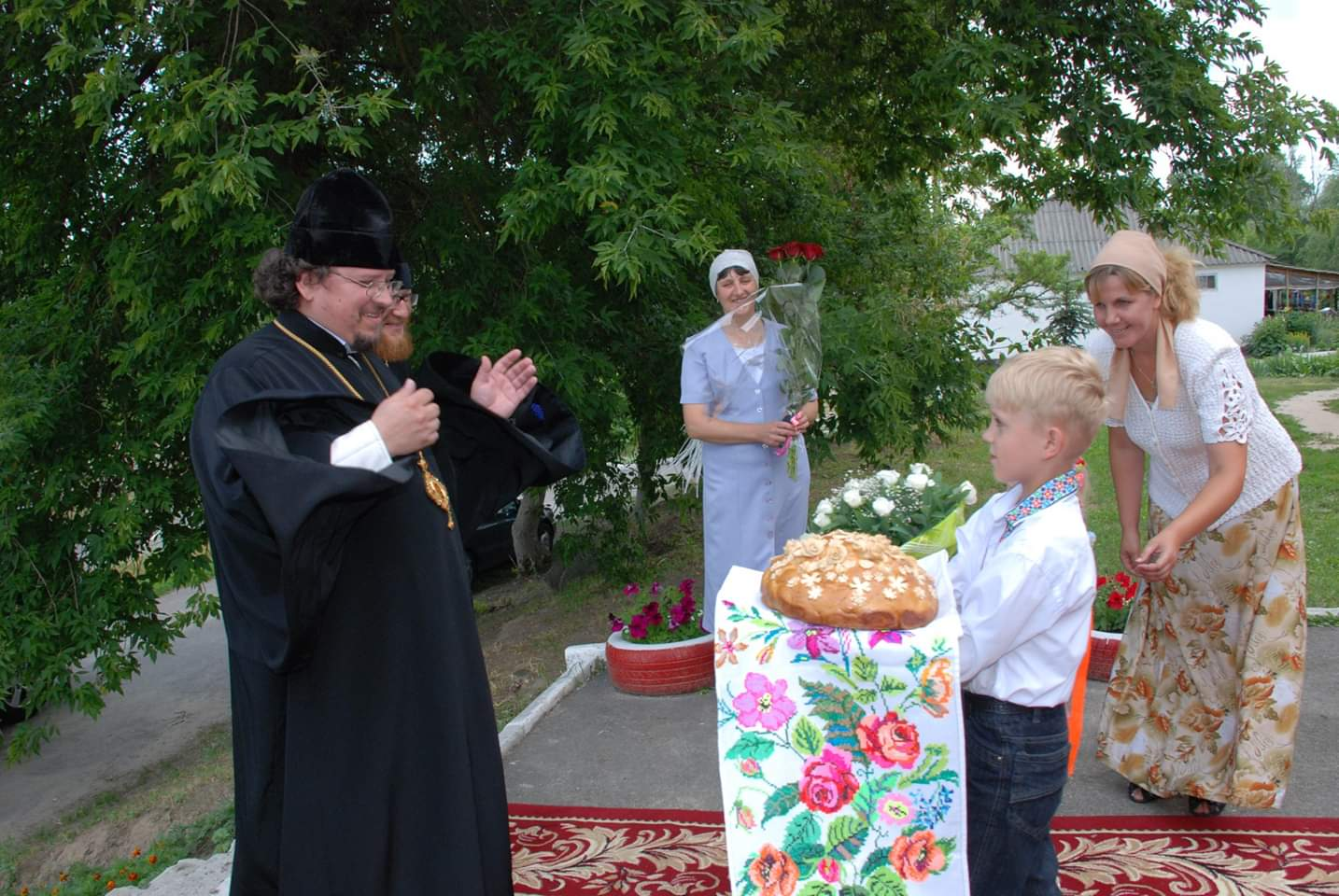
Встреча архиерея

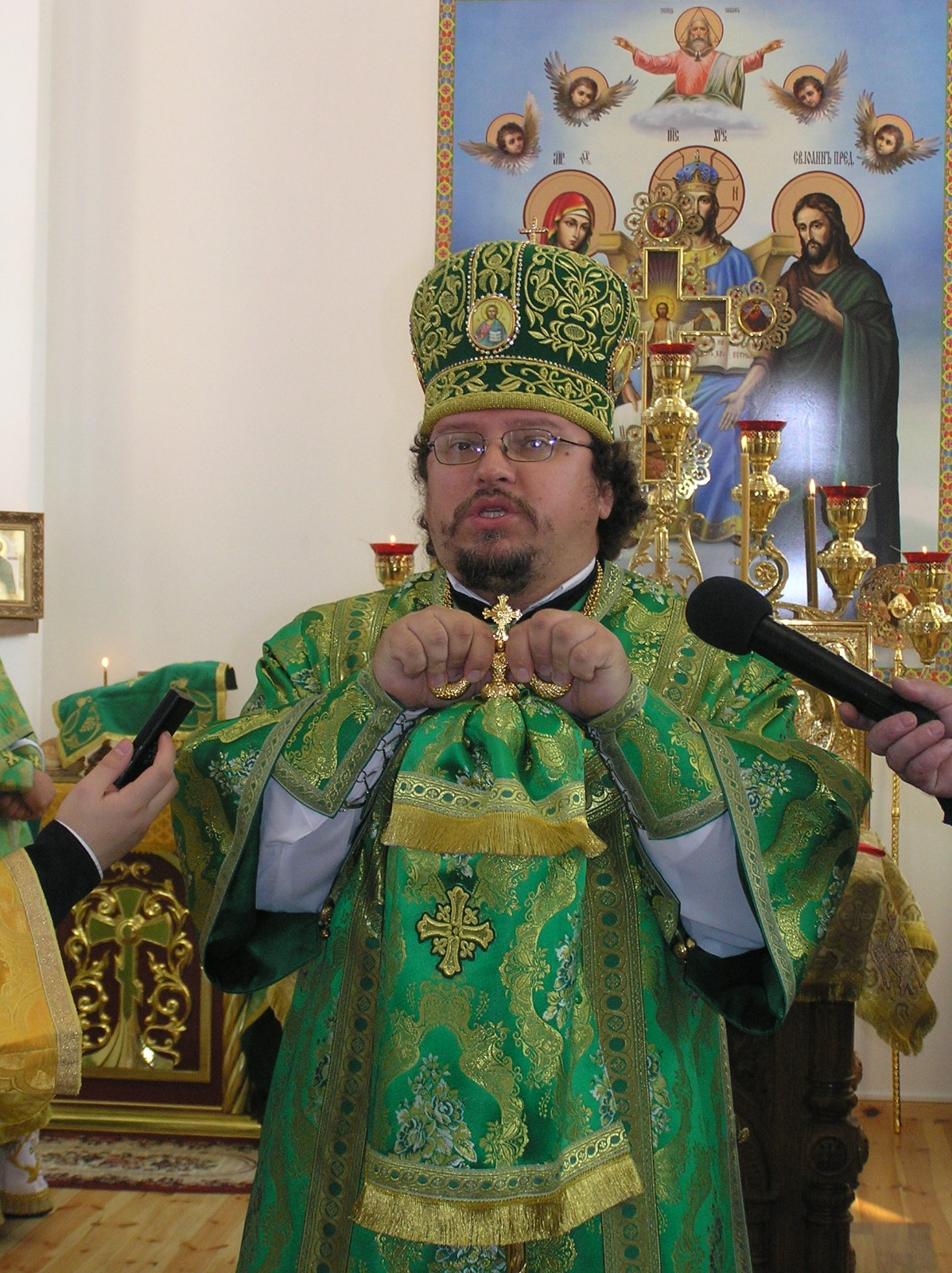
Проповедь святителя

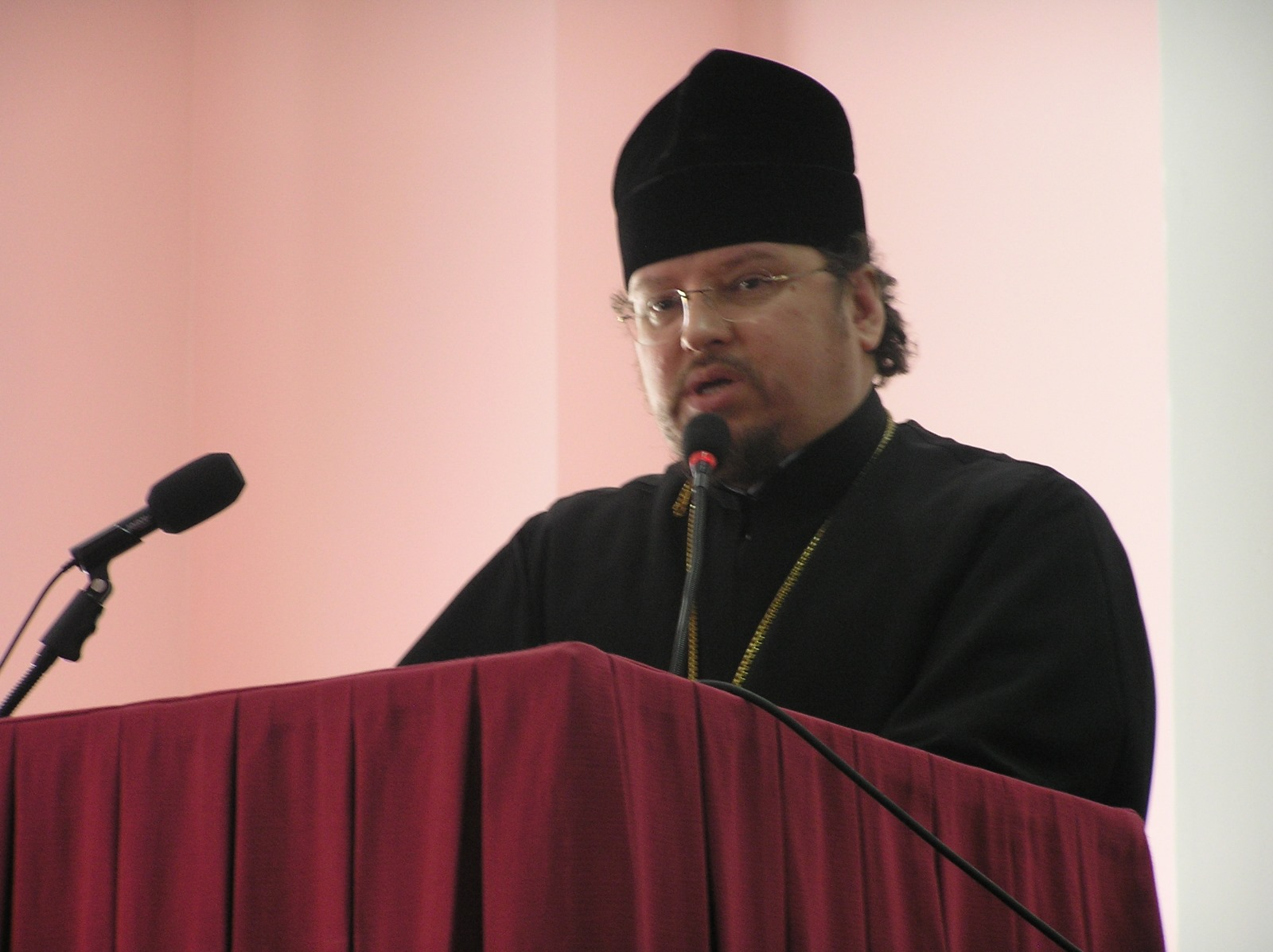
Во время конференции в Киеве

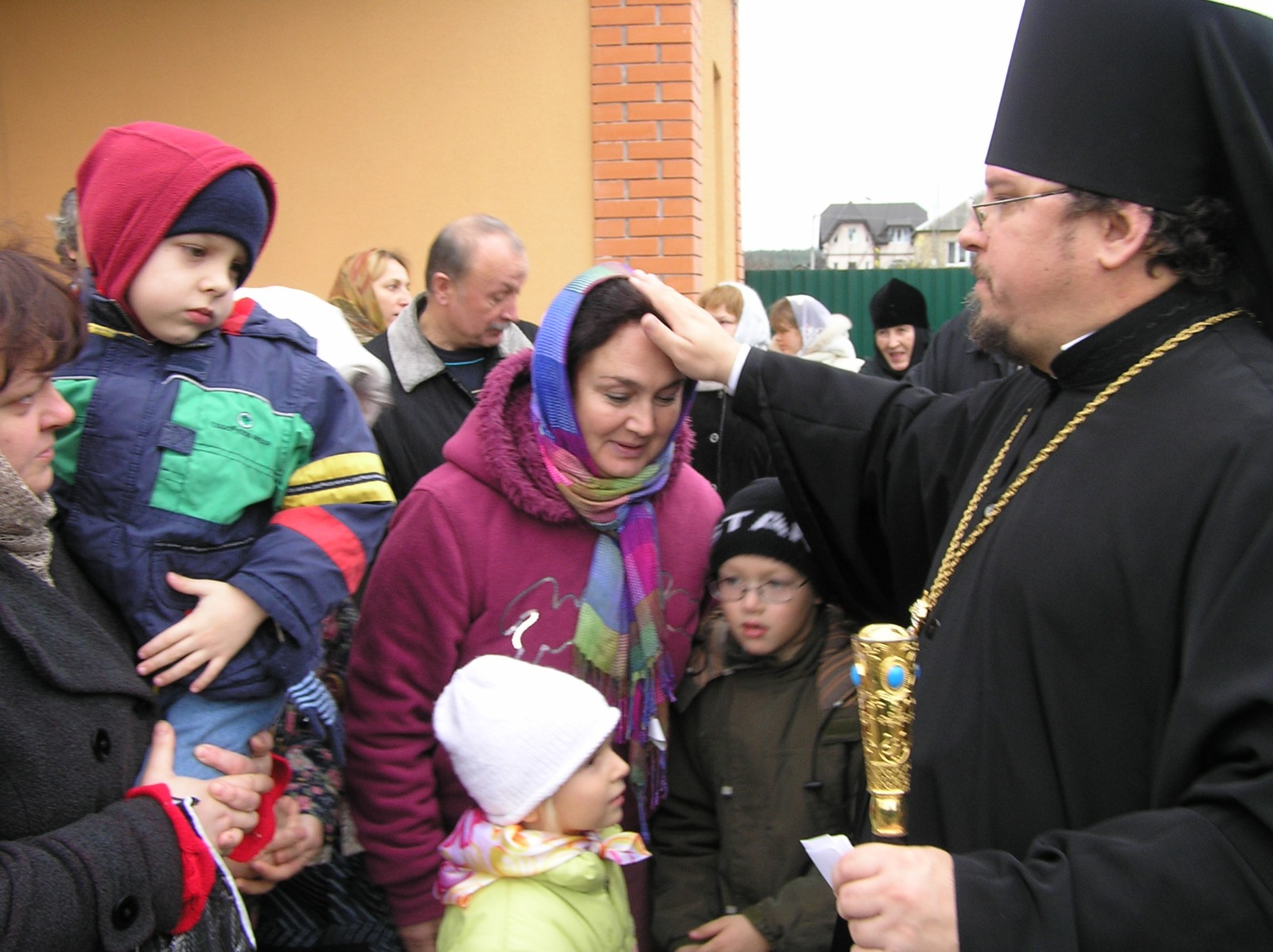
Архиерейское благословение

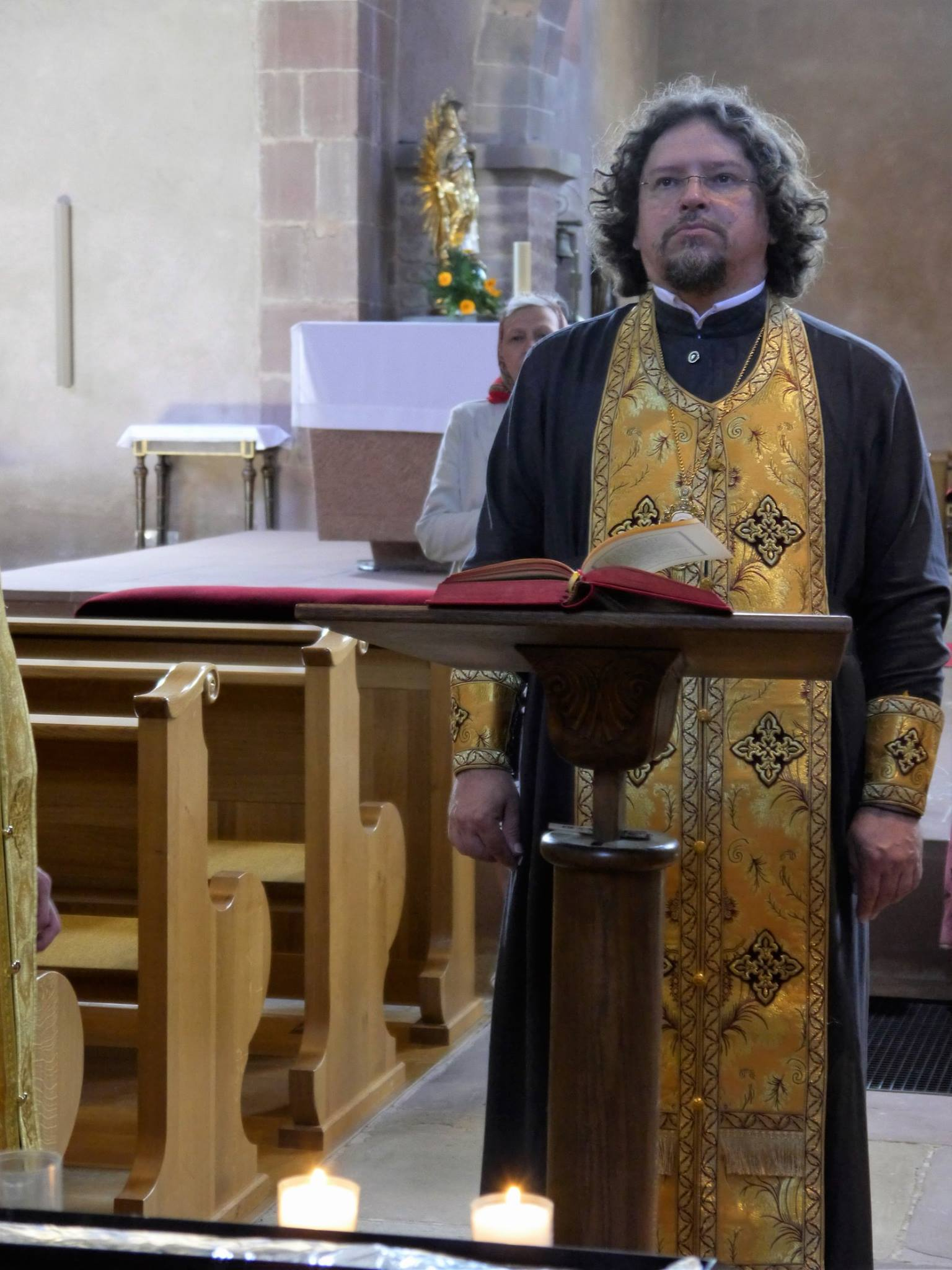
Архиепископ Иларий возглавил молебен в г. Эшо (Франция).

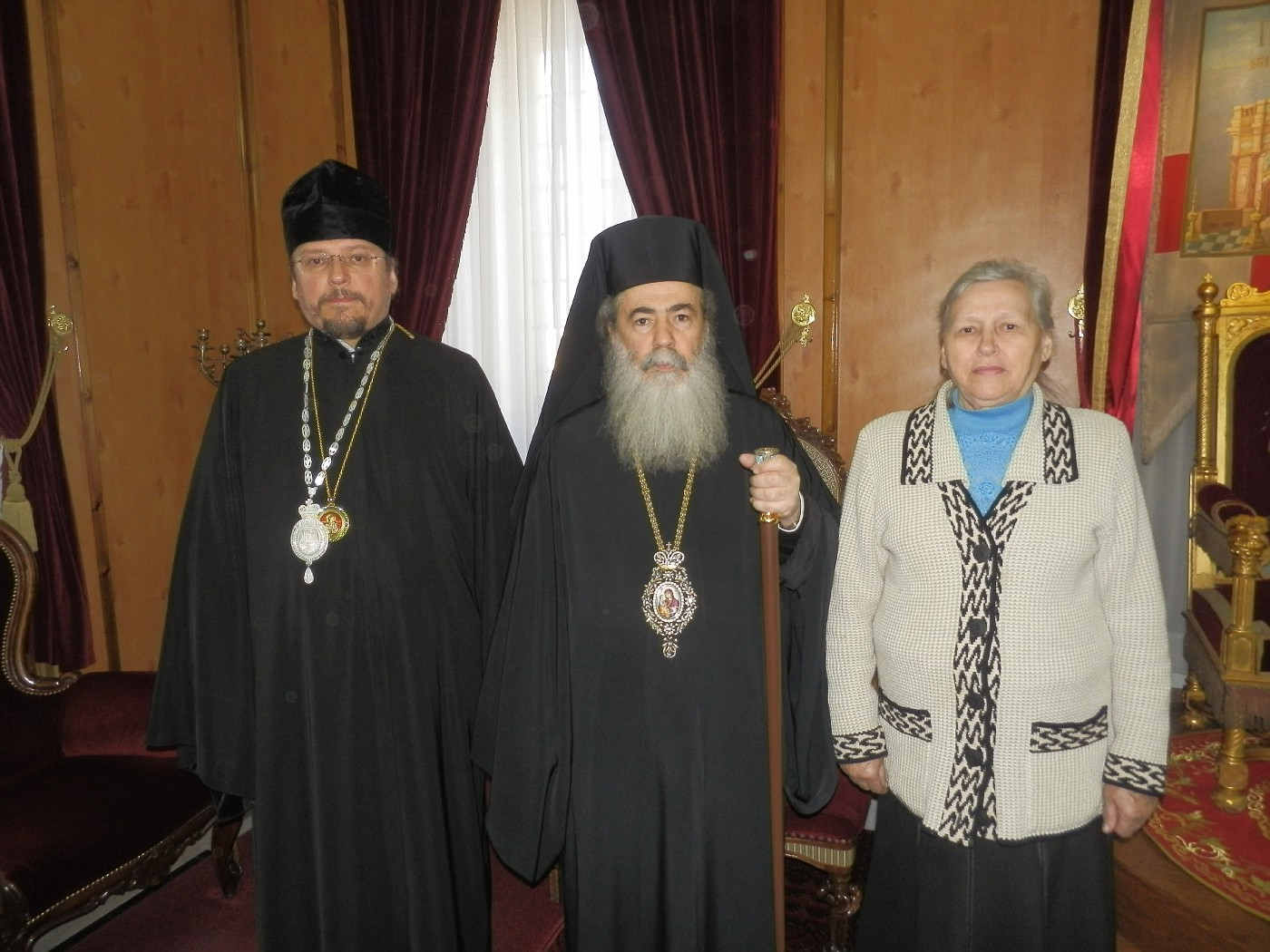
Епископ Иларий встретился с Патриархом Феофилом III на Святой Земле.

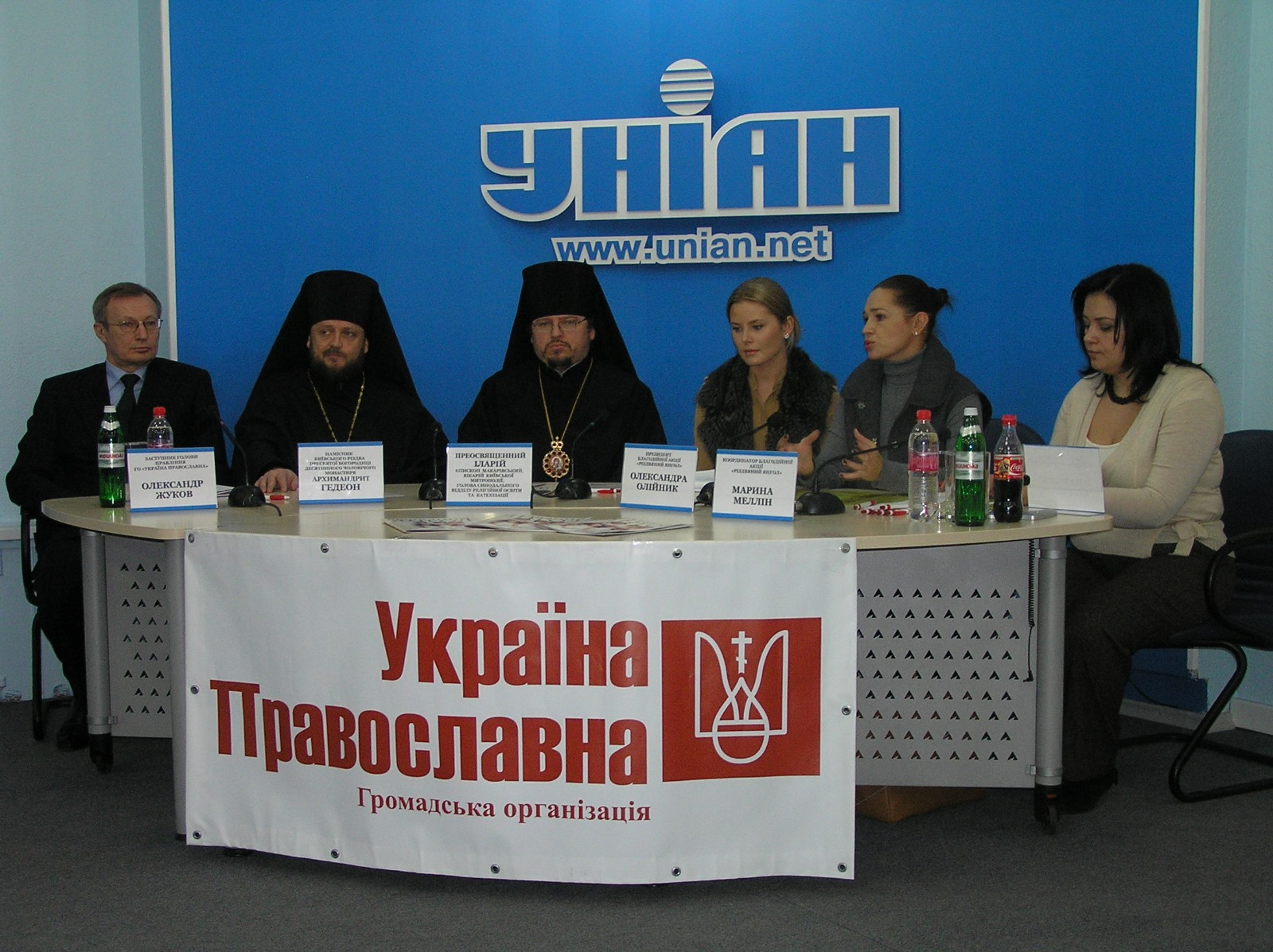
17–19 декабря 2010 года в Киеве состоялся V Международный конкурс «Рождественский ангел».

Архиепископ Иларий (в миру Эдуард Степанович Шишковский, укр. Едуард Степанович Шишківський; 18 апреля 1969, Николаев, УССР — 16 марта 2018, Киев, Украина) — архиерей Украинской православной церкви (Московского патриархата), архиепископ Макаровский, викарий Киевской епархии, ректор Катехизаторско-регентского духовного училища и иконописной школы Киевской епархии, доктор богословия, член-корреспондент Международной академии богословских наук. Часто представлял Украинскую православную церковь на межцерковных и научных мероприятиях как на Украине, так и за её пределами.
Тезоименитство — 12 (25) июля, святых мучеников Прокла и Илария.

## Биография
Родился 18 апреля 1969 года в городе Николаеве в семье верующих.
9 июня 1969 года был крещён в Николаевском храме в честь Всех святых с именем Иоанн.
В 1976 году начал учиться в средней школе № 14 города Николаева.
В 1980 году, после переезда в город Брянка Луганской области, перешёл в среднюю школу № 10, которую окончил через шесть лет.
Обучение продолжил в СПТУ № 18, которое окончил с отличием в июле 1987 года.
С июля 1987 года до июня 1988 года работал в Ленинской геологоразведочной экспедиции помощником бурильщика.
19 июня 1988 года призван в ряды Советской армии. Службу проходил в Саратове. Уволен в запас 29 мая 1990 года.
В 1990 году поступил в Киевскую духовную семинарию, которую окончил с отличием в 1993 году и поступил в Киевскую духовную академию, которую окончил в 1997 году также с отличием.
С 1996 года — преподаватель Киевской духовной семинарии.
18 марта 1999 года успешно защитил кандидатскую диссертацию на тему «Религиозно-эстетичные воззрения Древней Руси в досинодальный период» за которую удостоен степени кандидата богословия.
В 1999 году назначен преподавателем Киевских духовных школ по богословским дисциплинам «Моральное богословие», «Церковнославянский язык», «Религиозная этика» и «Православная экклезиология». Деятельность в Киевских духовных школах начал дежурным помощником инспектора, преподавал также историю Православия на Руси и церковнославянский язык.
С 1999 года — член Учёного совета Киевской духовной академии и ответственный секретарь «Трудов Киевской духовной академии».
В 2000 году принял монашеский постриг с именем Иларий, был рукоположён в сан иеромонаха.
В августе 2000 года назначен руководителем издательского отдела Киевской митрополии. Его трудами была возрождена «Православная газета».
В 2001 году ко дню Святой Пасхи по благословению митрополита Киевского Владимира возведён в сан игуменa. С 2002 года преподавал курс «Основы христианской морали» и возглавлял кафедру богословия, образованную на базе Украино-Азербайджанского института социальных наук и международных отношений им. Г. А. Алиева в Международной академии управления персоналом.
С марта 2003 года — член постоянно действующей комиссии по вопросам этики при Государственном центре иммунобиологических препаратов.
21 ноября 2003 года по благословению митрополита Киевского Владимира (Сабодана) возведён в сан архимандрита.
28 января 2005 года назначен секретарём Учёного совета Киевских духовных школ, 30 марта 2007 года — их проректором.
25 декабря 2006 года нострифицировал написанную им диссертацию «Религиозно-эстетические взгляды на Руси в досинодальный период» в Ужгородской богословской академии, получив степень доктора богословия.
10 июня 2007 года решением Священного Синода Украинской Православной Церкви назначен секретарём Учебного комитета при Св. Синоде УПЦ.

### Архиерейское служение
27 июля 2007 года решением Священного Синода Украинской православной церкви избран епископом Северодонецким и Старобельским.
28 июля того же года в резиденции Митрополита Киевского и всея Украины Владимира состоялось наречение архимандрита Илария (Шишковского) во епископа Северодонецкого.
29 июля того же года в Трапезном храме Киево-Печерской Лавры митрополитом Киевским Владимиром был рукоположён в сан епископа Северодонецкого и Старобельского.
Решением Священного Синода Украинской Церкви от 14 декабря 2007 года был переведён на Сумскую кафедру.
8 мая 2008 года на очередном заседании Украинский Священный Синод заслушал объяснение епископа Илария и прежнего настоятеля Сумского Спасо-Преображенского кафедрального собора протоиерея Георгия Бавыкина и решил: «Во имя Воскресшего Спасителя призвать обе стороны к примирению на взаимоприемлемых условиях. В случае продолжения конфликта принять соответствующие решения Священного Синода на основании канонических правил Православной Церкви».
Синодальным решением от 11 ноября 2008 года была признана виновность протоиерея Бавыкина, запрещённого в священнослужении на три года, а епископ Иларий был перемещён на Херсонскую и Таврическую кафедру (Журнал № 103). Тогда же он был назначен на должность главы Синодального отдела религиозного образования и катехизации УПЦ (Журнал № 104).
17 ноября 2008 года синодальным решением он был назначен епископом Макаровским, викарием Киевской митрополии (Журнал заседания № 108). Тем же решением Синод Украинской Церкви благословил открытие Катехизаторско-регентского духовного училища и иконописной школы в Киевской епархии, чьим ректором был назначен епископ Иларий (Журнал № 109).
17–19 декабря 2010 года в Киеве состоялся V Международный конкурс «Рождественский ангел», в котором принял участие епископ Иларий.
23 декабря 2010 года назначен председателем созданного при Священном Синоде УПЦ Комитета по биоэтике и этическим вопросам. Также Синод поручил епископу Иларию управление новообразованным Макаровским викариатством Киевской епархии.
10 февраля 2011 года на заседании Священного Синода УПЦ было решено освободить епископа Макаровского Илария, викария Киевской митрополии, от должности председателя Синодального отдела религиозного образования и катехизации Украинской Православной Церкви.
27 марта 2011 года присутствовал на грекокатолической литургии и интронизации главы Украинской грекокатолической церкви Святослава Шевчука, которому он передал поздравления от митрополита Владимира (Сабодана).
Епископ Иларий в качестве представителя Украинской Православной Церкви принял участие в Международной научной конференции «Ислам в Европе: вчера, сегодня, завтра», которая состоялась 30 марта 2011 в Исламском общественном культурном центре Киева.
11-13 сентября 2011 года принял участие в международной встрече религиозных лидеров в защиту мира «Жить вместе — наша судьба. Религии и культуры в диалоге», прошедшей в Мюнхене. Мероприятие было организовано Обществом святого Эгидия и римско-католической архиепископией Мюнхена и Фрайзинга.
В мае 2012 года Владыка возглавил богослужение в Свято-Преображенском храме г. Баден-Баден (Германия).
Киев, 14-15 декабря 2012 года, епископ Иларий принял участие в Международной научно-практической конференции «Основание Киевской Митрополии и христианизационные влияния на Руси-Украине во времена Великого князя Киевского Aскольда: 1150 лет.
С 27 мая по 3 июня 2013 года состоялась поездка в Италию и Францию Преосвященнейшего Илария, епископа Макаровского. Преосвященнейший Владыка открыл торжества, посвященные 1700-летию Миланского эдикта. Он имел честь открыть официальную часть торжеств, ставших важным событием в межцерковном и культурном диалоге. 30 мая в Париже состоялось посещение Его Преосвященством парижской семинарии Сан-Сюльпис (Séminaire saint Sulpice) и встреча с её ректором.
В рамках XIII Международных Успенских чтений, проходивших в Киеве с 15 по 18 сентября 2013 года, епископ Макаровский Иларий, викарий Киевской епархии и глава Комитета по биоэтике и этическим вопросам при Священном Синоде Украинской Православной Церкви, выступил с докладом на тему «Писание и Предание в контексте переводческой проблематики». Чтения прошли под общей темой «Предание и перевод» и были организованы Институтом религиозных наук святого Фомы Аквинского.
25 сентября 2013 года, в связи с преобразованием Макаровского викариатства из титулярного в поместное, стал его управляющим.
16 сентября 2014 года возглавляемый им Комитет по биоэтике и этическим вопросам при Священном Синоде УПЦ был упразднён.
01 ноября 2014 года принял участие в международной встрече, посвященной социальной работе среди молодежи и ресоциализации наркозависимых в Харькове.
09 ноября 2014 года, по благословению Блаженнейшего митрополита Киевского и всея Украины Онуфрия, епископ Макаровский Иларий, викарий Киевской Митрополии, принял участие во Всеукраинской акции «Молитва за сирот».
В 2015 году в рамках своей рабочей поездки на Святую Землю Преосвященный епископ Иларий имел честь встретиться с Блаженнейшим Патриархом Иерусалимским Феофилом III.
17 августа 2015 года на Литургии, во время Малого входа Блаженнейшим митрополитом Онуфрием был возведен в сан архиепископа.
В рамках своего служения он также провел несколько служб в православных приходах Германии, например, 21 августа 2016 года в «Русском православном приходе святого пророка Илии» в Штутгарте.
23 августа 2016 года в городе Эшо (Франция) управляющий Макаровским викариатством архиепископ Иларий совершил молебен в храме святого Трофима перед мощами святой мученицы Софии.
4 января 2018 года в связи с реорганизацией викариатств Киевской епархии «с целью эффективного церковно-административного управления приходами» назначен управляющим Бышевского викариатства в составе Бышевского, Макаровского и Фастовского благочиний Киевской епархии.

### Смерть и похороны
10 марта 2018 года на фоне аневризмы перенёс инсульт, в связи с чем находился в палате интенсивной терапии в киевской клинике «Борис» в состоянии комы. Скончался 16 марта 2018 года, не приходя в сознание.
17 марта 2018 года в Успенском соборе Киево-Печерской лавры митрополит Вышгородский и Чернобыльский Павел возглавил заупокойную литургиию и отпевание архиепископа Илария. Похоронен на братском кладбище в лаврском скиту в честь Киево-Печерской иконы Божией Матери.
По благословению митрополита Павла (Лебедя), после кончины Владыки Илария была издана книга с его проповедями: «Проповеди. Архиепископ Иларий Шишковский».

## Награды
- Орден прп. Иова Почаевского ІІІ ст. — 17.08.2017 г.